# Yinchie
Yinchie là một chi bướm đêm thuộc họ Geometridae.